# (7977) 1977 QQ5
(7977) 1977 QQ5 est un astéroïde Amor découvert en 1977.

## Description
(7977) 1977 QQ5 a été découvert le 21 août 1977 à l'observatoire de Siding Spring, situé près de Coonabarabran, en Nouvelle-Galles du Sud, en Australie, par Robert H. McNaught.

### Caractéristiques orbitales
L'orbite de cet astéroïde est caractérisée par un demi-grand axe de 2,23 UA, un périhélie de 1,19 UA, une excentricité de 0,47 et une inclinaison de 25,16° par rapport à l'écliptique. Du fait de ces caractéristiques, à savoir un périhélie compris entre 1,017 et 1,3 UA, il est classé comme astéroïde Amor, une famille d'astéroïdes géocroiseurs, croisant l'orbite de la Terre.

### Caractéristiques physiques
(7977) 1977 QQ5 a une magnitude absolue (H) de 15,1 et un albédo estimé à 0,167.